# Gare de Douai
Gare de Douai vasútállomás Franciaországban, Douai településen.

## Vasútvonalak
Az állomást az alábbi vasútvonalak érintik:
- Párizs-Lille-vasútvonal
- Douai-Blanc-Misseron-vasútvonal

## Kapcsolódó állomások
A vasútállomáshoz az alábbi állomások vannak a legközelebb:
- Gare de Pont-de-la-Deûle
- Gare de Montigny-en-Ostrevent
- Gare de Corbehem
- Gare de Lille-Flandres
- Gare d’Arras
- Gare de Valenciennes
- Gare de Sin-le-Noble
- Gare d’Ostricourt